# Zachary Crist
Zachary Crist detto Zach (12 gennaio 1973) è un ex sciatore alpino e sciatore freestyle statunitense.

## Biografia
Crist, specialista delle prove veloci nato in California e cresciuto a Ketchum in Idaho, è fratello di Reggie, a sua volta sciatore, e gareggiò principalmente nello sci alpino. Debuttò in campo internazionale in occasione dei Mondiali juniores di Geilo/Hemsedal 1991; in Coppa del Mondo esordì il 7 marzo 1993 ad Aspen in supergigante (52º) e ottenne il miglior piazzamento il 10 marzo 1995 a Kvitfjell nella medesima specialità (32º). Sempre in supergigante conquistò l'ultima vittoria in Nor-Am Cup (nonché ultimo podio), il 12 gennaio 1997 a Sugarloaf, e prese per l'ultima volta il via in Coppa del Mondo, il 1º febbraio 1998 a Garmisch-Partenkirchen senza completare la prova. Si ritirò durante quella stessa stagione 1997-1998 e la sua ultima gara fu un supergigante FIS disputato il 23 febbraio a Sugarloaf; non prese parte a rassegne olimpiche o iridate.
Nel 2003 tornò alle competizioni prendendo parte a una gara della Coppa del Mondo di freestyle, specialità ski cross, il 23 novembre a Saas-Fee (11º); in seguito prese parte a un'altra tappa del circuito, il 2 febbraio 2008 a Deer Valley, senza portarla a termine.

## Palmarès

### Sci alpino

#### Nor-Am Cup
- Vincitore della classifica di supergigante nel 1996[senza fonte]
- 7 podi (dati dalla stagione 1994-1995):
  - 2 vittorie
  - 5 secondi posti

##### Nor-Am Cup - vittorie
| Data            | Località  | Paese       | Specialità |
| --------------- | --------- | ----------- | ---------- |
| 9 gennaio 1997  | Sugarloaf | Stati Uniti | SG         |
| 12 gennaio 1997 | Sugarloaf | Stati Uniti | SG         |

Legenda:

SG = supergigante

### Freestyle

#### Coppa del Mondo
- Miglior piazzamento in classifica generale: 145º Coppa del Mondo di freestyle nel 2004
- Miglior piazzamento nella Coppa del Mondo di ski cross: 38º Coppa del Mondo di freestyle nel 2004